# Organizacija Todt
Organizacija Todt je bila civilna in vojaška inženirska organizacija Tretjega rajha, poimenovana po njenem ustanovitelju Fritzu Todtu. Organizacija je kasneje v vojni prerasla v paravojaško organizacijo.

## Naloge
Organizacija je bila zadolžena za veliko večino inženirskih projektov pred in med drugo svetovno vojno. Projekte je prevzemala tako v Nemčiji kot na njenih okupiranih področjih. Zgodovino organizacije lahko delimo na tri obdobja:
- Naloge v letih 1933–1938, v času, ko je Todt zasedal mesto generalnega inšpektorja nemških cest (Generalinspektor für das deutsche Straßenwesen). Takrat je bila njegova osnovna naloga organizirati izgradnjo avtocestnega omrežja (Autobahn).
- Naloge od leta 1938, ko je bila ustanovljena Organizacija Todt, do februarja 1942, ko se je Todt smrtno ponesrečil v letalski nesreči. Leta 1940 je bil Todt imenovan na mesto ministra za oborožitev (Reichminister für Bewaffnung und Munition). Od tega leta naprej so bili projekti organizacije skoraj izključno vojaške narave.
- Naloge od leta 1942 do konca vojne. V tem obdobju je umrlega Todta na mestu ministra za oborožitev zamenjal Albert Speer. Organizacija Todt je bila v tem obdobju vključena v preimenovano in razširjeno ministrstvo, ki se je poslej imenovalo Ministrstvo za oborožitev in vojaško proizvodnjo (Reichsministerium für Rüstung und Kriegsproduktion).

## Administrativne enote Organizacije Todt (Einsatzgruppen)

### Nemške in tuje
- OT-Einsatzgruppe Italien
- OT-Einsatzgruppe Ost (Kijev)
- OT-Einsatzgruppe Reich (Berlin)
- OT-Einsatzgruppe Südost (Beograd)
- OT-Einsatzgruppe West (Pariz)
- OT-Einsatzgruppe Wiking (Oslo)

### Znotraj Nemčije
- Deutschland I (»Tannenberg«) (Rastenburg)
- Deutschland II (Berlin)
- Deutschland III (»Hansa«) (Essen)
- Deutschland IV (»Kyffhäuser«) (Weimar)
- Deutschland V (Heidelberg)
- Deutschland VI (München)
- Deutschland VII (Praga)
- Deutschland VIII (»Alpen«) (Villach)

## Administrativni in delovni čini Organizacije Todt
- Chef der OT
- OT-Einsatzgruppenleiter I
- OT-Einsatzgruppenleiter II
- OT-Einsatzleiter
- OT-Hauptbauleiter
- OT-Bauleiter
- OT-Hauptbauführer
- OT-Oberbauführer
- OT-Bauführer
- OT-Haupttruppführer
- OT-Obertruppführer
- OT-Truppführer
- OT-Oberstfrontführer
- OT-Oberstabsfrontführer
- OT-Stabsfrontführer
- OT-Oberfrontführer
- OT-Frontführer
- OT-Obermeister
- OT-Obermeister
- OT-Meister
- OT-Vorarbeiter
- OT-Stammarbeiter
- OT-Arbeiter